# System 6
El System 6 (nom escurçat de Programari del System 6) és un sistema operatiu d'Apple per a ordinadors Macintosh. Es va utilitzar d'abril 1998 fins al maig 1991 quan va ser substituït per System 7.
El 1985 Macintosh va debutar amb aplicacions multitasca. Amb una aplicació cridada Switcher creat per Andy Hertzfeld, aquesta va permetre funcionar diverses aplicacions al mateix temps. De qualsevol forma s'estava començant i es tenien molts errors, alguns programes i característiques no funcionaven adequadament amb Switcher, això va fer que no fos inclòs en el sistema operatiu, però això va donar idees a Apple per incorporar aquesta característica. Més tard va llançar una aplicació anomenada MultiFinder separada del sistema operatiu. El MultiFinder va debutar originalment amb el System 5. La característica multitasca era opcional en el System 6 que es podia iniciar amb el Finder o amb el MultiFinder segons com volguera l'usuari.

## Diferències
El System 6 amb MultiFinder es diferenciava del 7 en la següent manera: 
- System 6 va ser l'últim sistema operatiu d'Apple escrit en llenguatge ensamblador. System 7 ja va ser escrit en C.
- System 6 suportava solament 24 bits de memòria direccionada, permetia un màxim de 8 megaoctets de RAM i no tenia suport per a memòria virtual.
- En System 6, qualsevol cosa es podia arrossegar, arxiu o directori, fora o dintre de l'escriptori, però no es podien guardar arxius directament en l'escriptori.
- Arxiu "Obrir", "Guardar", i "Guardar com..." i altres caixes de diàleg podien rotarse on es desitgés.
- El menú Apple no va ser àmpliament editable fins al System 7.
- El Panell de Control "The Control Panel", es trobava com un accessori en l'Escriptori, però ja en el System 7 se li va conèixer com a Panell de Control "Control Panel".

## Història de la versió
| Versió | Data de publicació              | Ordinador |
| 6.0    | Abril 1988                      | |
| 6.0.1  | 19 Setembre de 1988             | Macintosh IIx |
| 6.0.2  | Finals de 88                    | |
| 6.0.3  | 7 de març de 1989               | Macintosh IIcx |
| 6.0.4  | 20 de setembre de 1989          | Macintosh IIci i Macintosh Portable                                                                                           |
| 6.0.5  | 19 de març de 1990              | Macintosh IIfx |
| 6.0.6  | 15 d'octubre de 1990            | Macintosh Classic, Macintosh LC i Macintosh IIsi                                                                              |
| 6.0.7  | 16 d'octubre de 1990            | Macintosh Classic, Macintosh LC i Macintosh IIsi                                                                              |
| 6.0.8  | Abril de 1991                   | Macintosh LC II |
| 6.0.8L | Finals del 91 - Principis de 92 | Macintosh Classic, Macintosh Classic II, Macintosh LC, Macintosh LC II i PowerBook 100 sols,no funcionava amb altres màquines |